# Снов
Снов (Сновь) — річка на Чернігівському Поліссі, в Брянській області Росії та Чернігівській області України. Права притока Десни (басейн Дніпра).

## Опис
Довжина 301[джерело?] км, сточище — 8705 км². Переважна ширина долини 1,5—4 км, річища — від 4 до 14 м у верхів'ї, до 20—40 м у нижній течії, найбільша — 200 м. Основне живлення снігове. Замерзає в листопаді — грудні, скресає в квітні. Використовується для водопостачання, в нижній течії судноплавна. Русло сильно звивисте. Заплава місцями заболочена. Живлення річки в основному снігове. У холодну пору року вона покривається льодом, розкривається зазвичай в березні.
Річка Снов протікає по території двох країн — Росії та України. Водойма є правою притокою Десни. Відноситься до басейну Чорного моря. Протяжність річки становить 253 кілометри, а площа водозбірного басейну 8705 км². Свій початок вона бере біля села Сновське Новозибковського району Брянської області в Росії. Впадає в Десну біля населеного пункту Брусилів Чернігівського району Чернігівської області в Україні.
На берегах ростуть змішані ліси, чагарники польові та лугові рослини, трави різних видів. На заболоченій місцевості ростуть очерет і осока. Вода з неї здебільшого використовується в народному господарстві, а також для водопостачання прилеглих поселень.

## Притоки
- Праві: Клюс, Ірпа, Трубіж, Цята, Тетива, Холодниця, Мостище, Смяч, Крюків.
- Ліві: Стратива, Ракужа, Блешенка, Ревна, Хмелинка, Єлінка, Ількуча, Турчанка, Бреч, Домна, Бігач.

## Розташування
Річка бере початок за 7 км на південний схід від міста Новозибкова, тече Брянською областю (Росія). Протягом близько 20 км річкою проходить кордон України та Росії. У Чернігівській області над Снов'ю розташоване місто Сновськ, селище Седнів. Снов впадає в Десну за 12 км вище Чернігова.

## Назва
Існує кілька можливих інтерпретацій походження назви річки:
1) санскритська — snā — купатися, здійснювати обряд обмивання;
2) перська — snāvā — шнур;
3) кельтська — snuadh (ірл.) — потік; snu — текти, струменити, стікатися, потік, наплив;
4) арабська — san — змій.
Найвірогіднішою вважається кельтська інтерпретація, оскільки навколо річки багато топонімів з кельтськими топоосновами: Манюки, Манев, Каменка, Чернятин, Брахлов, Синявка, Чемерка, Мохоновка та ін.

## Фотографії

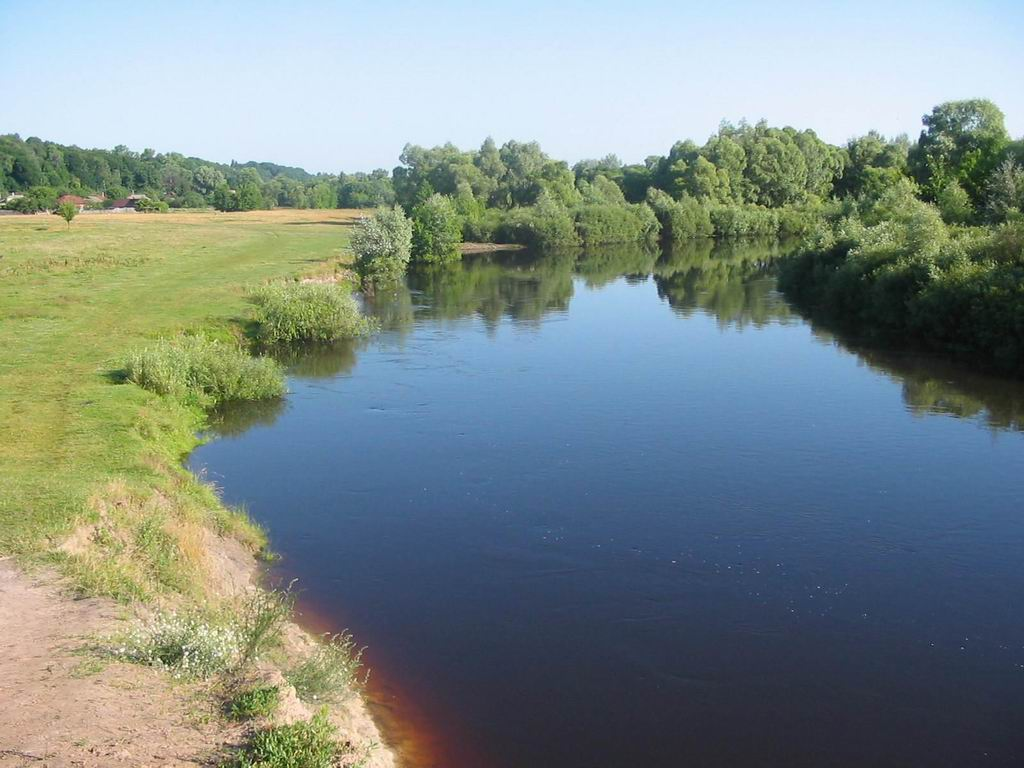
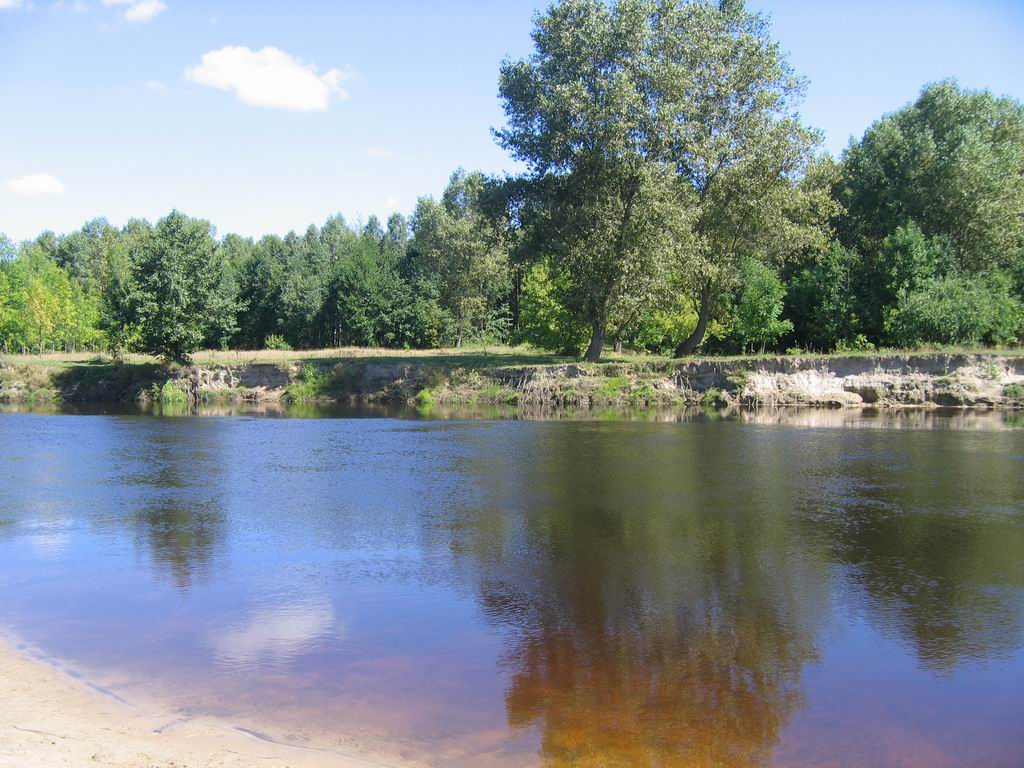
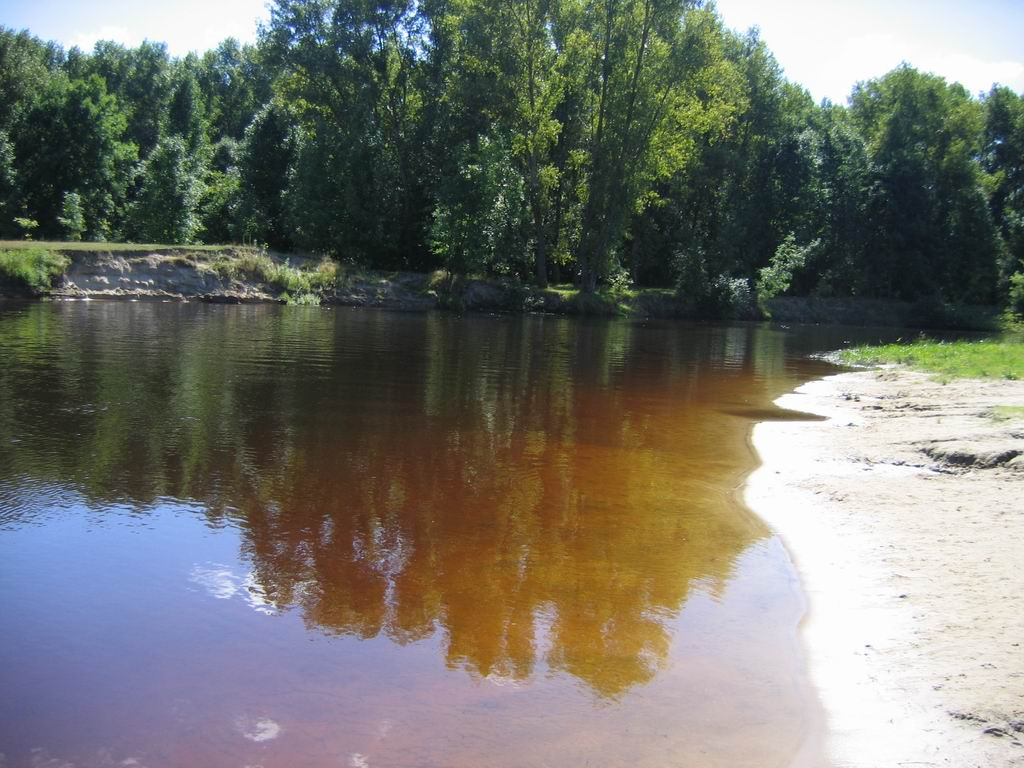
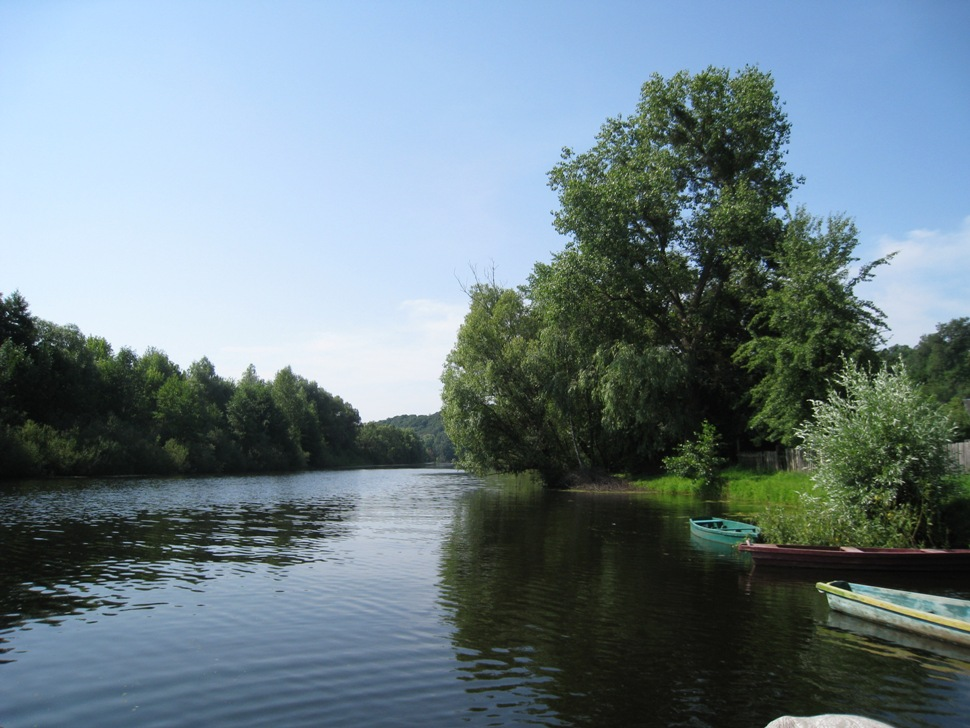
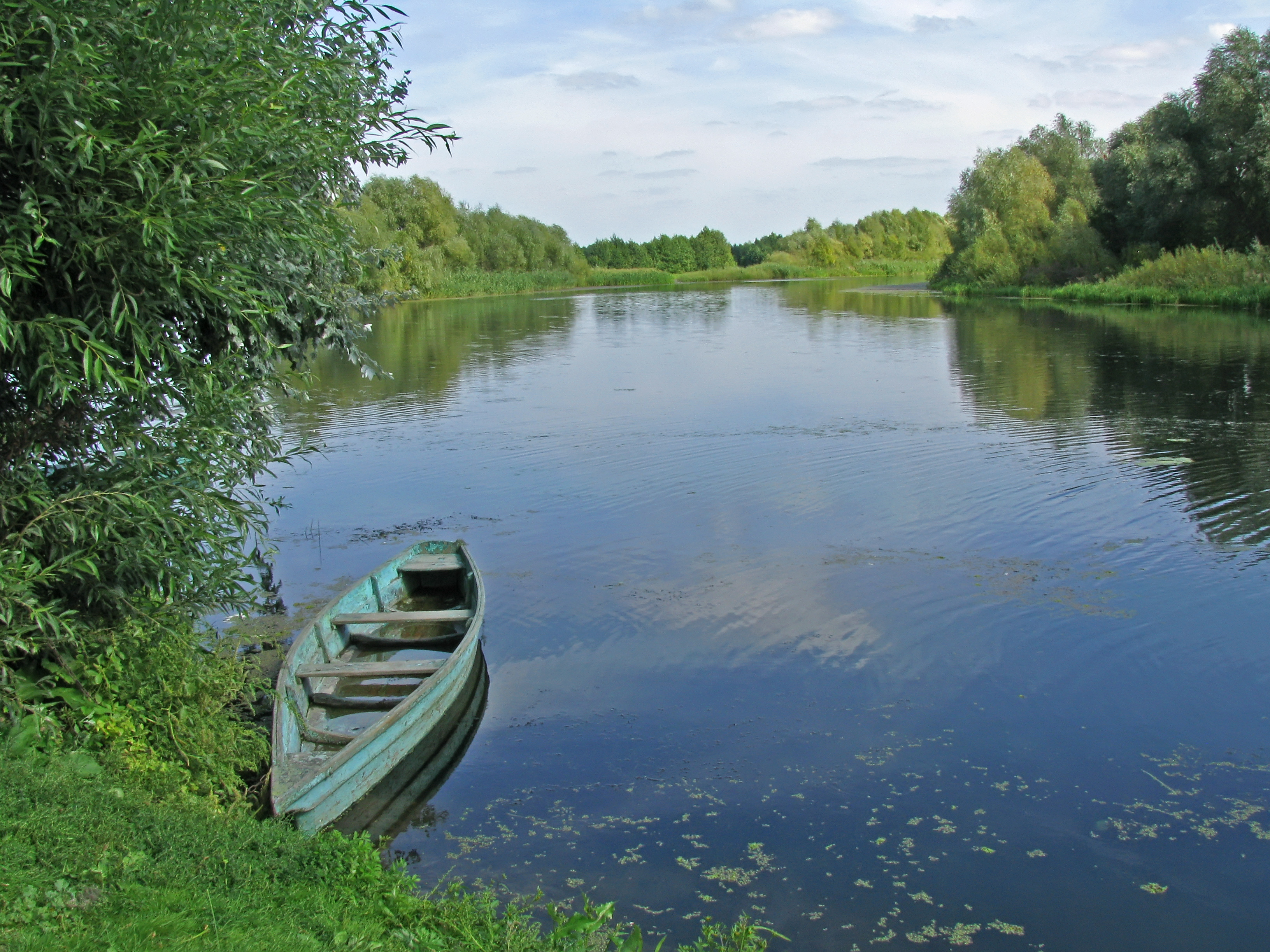
Річка Снов у Седневі
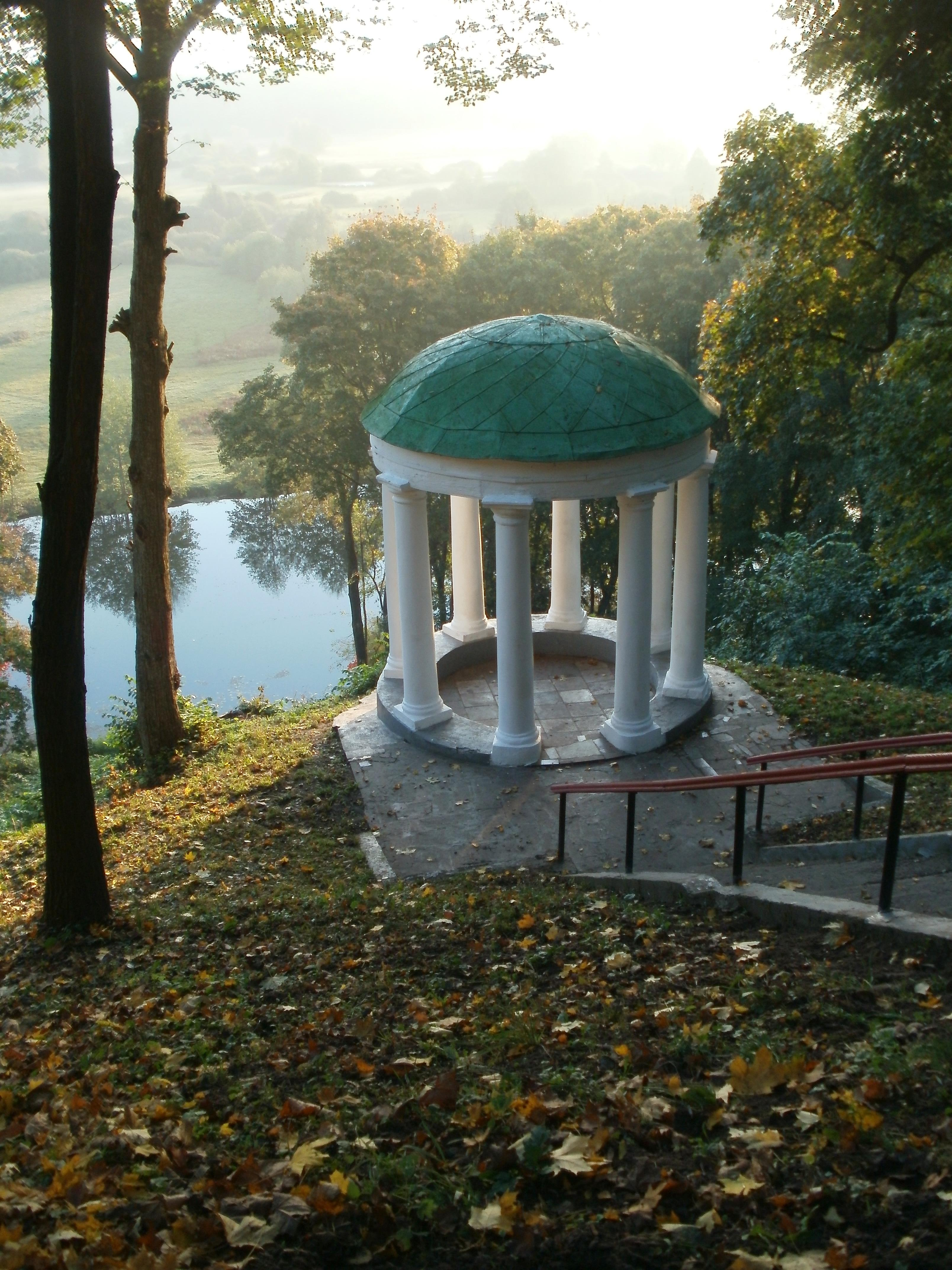
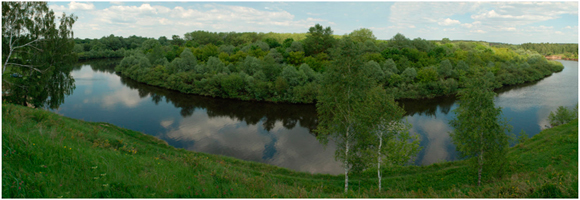
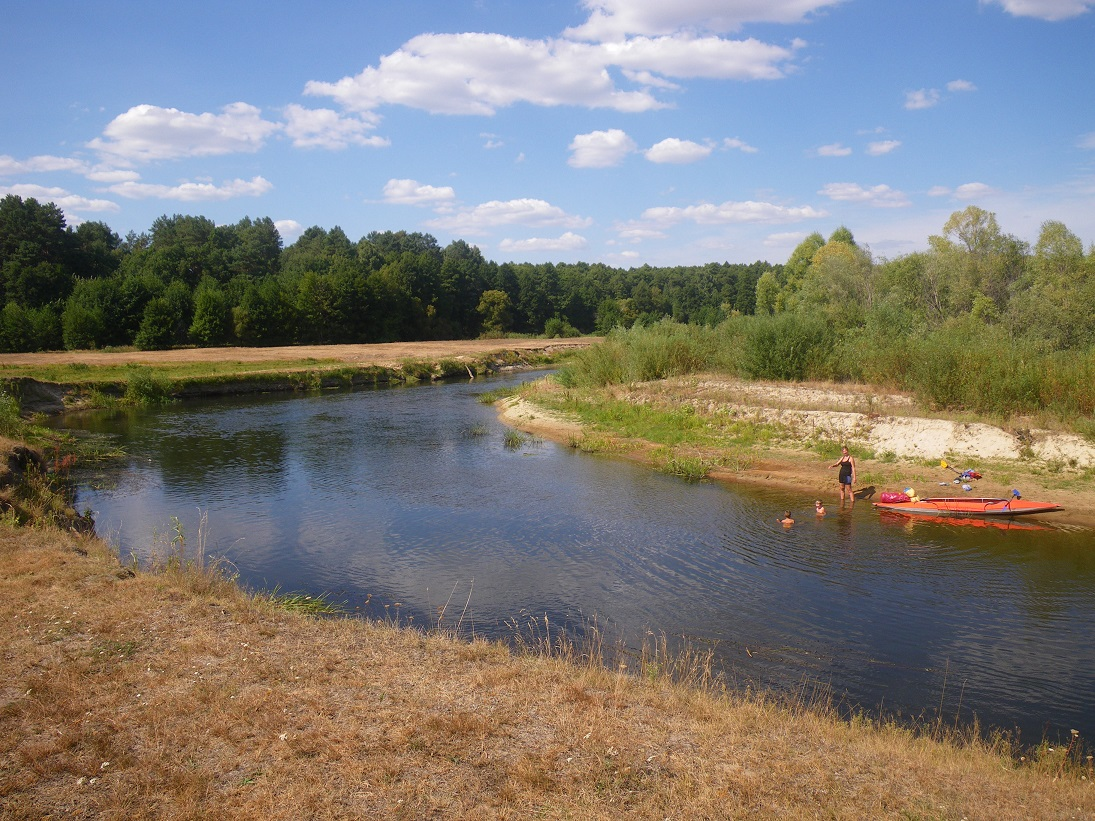
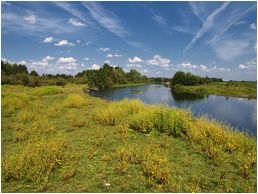